# Pek Namszun
Pek Namszun (hangul: 백남순, handzsa: 白南淳, RR: Paek Nam-sun; Észak-Hamgjong (Hamgyong), Kildzsu (Kilju), 1929. március 13. – 2007. január 3.) észak-koreai diplomata volt.
Az ország külügyminisztere volt 1998-tól haláláig. Egyike volt azon kevés észak-koreainak, akik a nemzetközi sajtóban rendszeresen szerepeltek.
Pek (Paek) a Kim Ir Szen Egyetemen végzett Phenjanban. Első, nemzetközi ügyekkel kapcsolatos pozícióját 1968-ban foglalta el, mikor az Koreai Munkapárt nemzetközi ügyekkel foglalkozó igazgatója lett. 1972-ben részt vett a Korea-közi Vöröskeresztes Tárgyalásokon. Ezt követően 1974 és 1979 között az ország lengyelországi követe volt.
1990-től a Legfelsőbb Népgyűlésnek is tagja volt, a 9., a 10. és a 11. ciklusban is képviselővé választották.
Pek (Paek) 2007. január 3-án hunyt el. Az egyetlen olyan észak-koreai külügyminiszter volt, aki találkozott amerikai kollégájával. Az észak-koreai sajtó sosem számolt be halálának okáról, valószínűsíthetően krónikus veseelégtelenségben szenvedett.